# Pigeonite
La pigeonite è un minerale appartenente al gruppo dei pirosseni, nello specifico alla serie enstatite-ferrosilite.

## Etimologia
Il termine pigeonite deriva dalla località di Pigeon Cove in Minnesota.

## Abito cristallino
Abito prismatico e allungato secondo l'asse c. Buona sfaldatura {110} e può essere presente un parting (ossia una pseudosfaldatura) su {100}. I cristalli presentano un colore bruno o con tonalità bruno-verdastro e nero.

## Origine e giacitura
Questo minerale è presente principalmente in rocce ignee, per lo più effusive, caratterizzate da un rapido raffreddamento, ma può essere presente anche con lamelle di dissoluzione nelle rocce magmatiche con un raffreddamento più lento. Rinvenuta in alcune rocce ignee intrusive, mentre non è mai presente nelle rocce metamorfiche.